# Le Palais-sur-Vienne
Le Palais-sur-Vienne (okzitanisch Lu Palaiç) ist eine französische Gemeinde mit 5.861 Einwohnern (Stand 1. Januar 2022) im Département Haute-Vienne in der Region Nouvelle-Aquitaine. Sie gehört zum Arrondissement Limoges und ist Mitglied im Gemeindeverband Communauté urbaine Limoges Métropole. Die Einwohner werden Palaisiens und Palaisiennes genannt.

## Geografie
Le Palais-sur-Vienne liegt im Limousin etwa 6,5 Kilometer östlich von Limoges im Tal der Vienne. Die Flüsse Mazelle und Cussou bilden abschnittsweise die natürliche Grenze zur benachbarten Gemeinde Rilhac-Rancon, bevor sie nacheinander an der nördlichen Gemeindegrenze von Le Palais-sur-Vienne in die Cane fließen, die das Gemeindegebiet von Nord nach Süd durchquert und im Süden als rechter Nebenfluss in die Vienne mündet.
Umgeben wird Le Palais-sur-Vienne von den fünf Nachbargemeinden:
|         | Rilhac-Rancon                               | Saint-Priest-Taurion |
| Limoges | Kompassrose, die auf Nachbargemeinden zeigt |                      |
|         | Panazol                                     | Saint-Just-le-Martel |

## Geschichte
Die Stadt Le Palais-sur-Vienne hat ihren Namen vom Palais de Jocondiac aus der Karolingerzeit. Die Kirche stammt aus der Römerzeit. Vor ihrem Eingang befindet sich ein gallorömischer Grabstein.
In der Nacht vom 8. auf den 9. Mai 1943 schaffte es Georges Guingouin, ein Kommunist und Mitglied der Résistance, unter Lebensgefahr, die Kautschuk-Fabrik in die Luft zu sprengen, die für die deutsche Kriegswirtschaft sehr wichtig war. Zu dieser Zeit gab es in Frankreich nur zwei Kautschukfabriken; die andere befand sich in Colombes, die zuvor schon dreimal, am 6., 29. und 30. April 1943 von der Royal Air Force bombardiert worden war. Allerdings waren dabei auch Menschen zu Schaden gekommen, und Marschall Pétain nutzte diese Situation im Radio gekonnt aus und sagte: „Es gibt noch mehr Tote, noch mehr Verletzte, noch mehr zerstörte Häuser.“ Dieser katastrophalen Auswirkung bewusst, verlangte der alliierte Oberbefehlshaber von der Widerstandsbewegung « Combat », die Fabrik mit Sprengstoff zu zerstören, doch das war nicht möglich gewesen. Trotz der Schwierigkeiten bei der Umsetzung von seiner Basis in Châteauneuf-la-Forêt in 30 Kilometern Entfernung entschied sich Georges Guingouin zur Durchführung der Operation. Begleitet von René Duval, der sich freiwillig gemeldet hatte, sprengte er in der Nacht zum 9. Mai 1943 zwei Heizkessel in die Luft. Der Stillstand der Fabrik für fünf Monate brachte den Deutschen einen Verlust von 1.500 Tonnen Kautschuk. Jedoch gerieten die beiden Widerstandskämpfer in einen Hinterhalt der Gendarmerie und wären dabei fast ums Leben gekommen.
| Jahr      | 1962 | 1968 | 1975 | 1982 | 1990 | 1999 | 2009 | 2013 | 2020 |
| Einwohner | 2162 | 2621 | 3863 | 5038 | 6085 | 5726 | 5946 | 6061 | 6008 |

## Sehenswürdigkeiten
- Die Pfarrkirche La Décollation-de-Saint-Jean-Baptiste  wurde in der zweiten Hälfte des 13. Jahrhunderts oder zu Beginn des 14. Jahrhunderts an der Stelle einer älteren Kirche erbaut, die im 12. Jahrhundert den Ordensbrüdern von Saint-Gérald de Limoges unterstand. Dann ging sie bis zur Auflösung in den Besitz des Templerordens über und blieb bis zur Französischen Revolution im Besitz der Malteserritter. Dieses Gebäude wurde im 19. Jahrhundert mehrmals restauriert. Die Kirche birgt zahlreiche Ausstattungsgegenstände, die in der Base Palissy gelistet sind.

## Gemeindepartnerschaften
- Cadolzburg in Bayern
- Sant Joan de les Abadesses in Katalonien (Spanien)